# صحن حضرت زهرا
صحن حضرت فاطمه زهرا یکی از صحن‌های حرم علی بن ابی‌طالب در شهر نجف اشرف در عراق است که در ضلع غربی حرم قرار دارد. این صحن با ۲۲۰ هزار متر مربع زیربنا یکی از بزرگترین پروژه‌های عمرانی در جهان اسلام به‌شمار می‌رود. احداث این صحن از اوایل سال ۱۳۹۰ به منظور توسعه حرم علی بن ابی‌طالب آغاز شده و طی کمتر از ۵ سال به بهره‌برداری رسید. طراح، مجری و بانی این پروژه ستاد بازسازی عتبات عالیات جمهوری اسلامی ایران است و این طرح را با همکاری و هماهنگی دیوان عالی اوقاف عراق و آستان قدس علوی به انجام رسانده‌است.
به گفته حسن پلارک رئیس ستاد بازسازی عتبات عالیات این پروژه بزرگترین پروژه عمرانی مذهبی جهان اسلام بعد از مسجدالحرام است.

## بخش‌ها
صحن حضرت زهرا به دو بخش زیارتی و غیرزیارتی تقسیم می‌شود. بخش زیارتی آن در چهار طبقه به مساحت ۱۰۰ هزار مترمربع مشتمل بر فضاهای عبادتی و زیارتی است که ۵۰ درصد از مساحت صحن را تشکیل می‌دهد و شامل یک مصلی به همراه خدمات رفاهی از قبیل مهمانسرای زائران و سرویس بهداشتی و غذاخوری خادمان حرم می‌باشد. بخش غیرزیارتی نیز شامل ساختمان موزه به مساحت ۱۶۵۰۰ متر مربع است که به منظور نگهداری و نمایش آثار تاریخی و عتیقه‌جات موجود در خزینه حرم علی بن ابیطالب مورد استفاده قرار می‌گیرد.این بخش همچنین مشتمل بر کتابخانه ای در پنج طبقه با گنجایش یک میلیون کتاب مجهز به کارگاه ترمیم نسخ خطی می‌باشد که آن نیز در مساحت ۱۶۵۰۰ متر مربع ساخته شده‌است. در این بخش ساختمان اداری به مساحت ۱۰ هزار مترمربع و هتل به مساحت ۱۱هزار متر مربع و سه آمفی‌تئاتر با گنجایش هر یک ۱۰۰ نفر در نظر گرفته شده‌است. یک شبستان سرپوشیده ۱۰۰ هزار متری به منظور برگزاری دروس حوزوی و سخنرانی‌های دینی از دیگر بخش‌های این صحن است.

## ویژگی‌ها
صحن حضرت زهرا با مساحت بیش از ۶۱ هزار متر مربع و زیربنای ۲۲۰ هزار متر مربع بزرگترین پروژه عمرانی مذهبی جهان اسلام بعد از مسجدالحرام و بزرگ‌ترین پروژه آستان قدس علوی به‌شمار می‌رود که چهار برابر صحن قدیم حرم علی بن ابیطالب است. ساختمان صحن شامل چهار طبقه و چندین رواق است و شامل فضاهای سبز و روباز نیز می‌باشد. در طراحی صحن به ویژگی‌های معماری اسلامی توجه شده و در آن تجهیزاتی نظیر پله‌برقی و آسانسور برای جابجایی زائران در طبقات و نیز سیستم‌های تهویه مطبوع به کار رفته‌است. طبقهٔ زیرین پروژه نیز به پارکینگ اختصاص داده شده‌است. جهت تأمین آب در این صحن حدود ۴۰ کیلومتر لوله‌گذاری و جهت تأسیسات برقی نیز ۱۴۰ کیلومتر کابل کشی اجرا شده که به گفته امیری مدیر پروژه از نظر فنی یک رکورد محسوب می‌شود. به گفته وی بزرگ ترین مقرنس در فضاهای اسلامی نیز در این صحن بنا شده است. از دیگر ویژگی‌های این طرح استفاده از سنگ‌های طبیعی و مرمرهایی به رنگ‌های مختلف است تا راهنمای زائران به منظور شناسایی طبقه‌ها باشد.
به گفته مسئولان ستاد بازسازی عتبات عالیات به منظور تحقق رونق تولید ایرانی و اقتصاد مقاومتی«بیش از ۷۰ درصد محصولات و مصالح استفاده شده در صحن حضرت زهرا ایرانی بوده» و این پروژه برای حدود ۶ هزار نفر از متخصصان، مهندسان، هنرمندان معماری و کارگران اشتغالزایی داشته‌است.